# Diocesi di Siccesi
La diocesi di Siccesi (in latino: Dioecesis Siccessitana) è una sede soppressa e sede titolare della Chiesa cattolica.

## Storia
Siccesi, identificabile con le rovine di Takembrit nell'odierna Algeria, è un'antica sede episcopale della provincia romana della Mauritania Cesariense.
Sono due i vescovi censiti di questa diocesi africana. Alla conferenza di Cartagine del 411, che vide riuniti assieme i vescovi cattolici e donatisti dell'Africa romana, prese parte il donatista Martino, senza avversario cattolico. Il secondo vescovo noto è Emptazio, il cui nome appare all'80º posto nella lista dei vescovi della Mauritania Cesariense convocati a Cartagine dal re vandalo Unerico nel 484; Emptazio, come tutti gli altri vescovi cattolici africani, fu condannato all'esilio.
Dal 1933 Siccesi è annoverata tra le sedi vescovili titolari della Chiesa cattolica; dal 19 febbraio 2002 il vescovo titolare è Karel Herbst, S.D.B., già vescovo ausiliare di Praga.

## Cronotassi

### Vescovi residenti
- Martino † (menzionato nel 411) (vescovo donatista)

- Emptazio † (menzionato nel 484)

### Vescovi titolari
- William Patrick O'Connor † (18 febbraio 1967 - 31 dicembre 1970 dimesso)
- James Stephen Sullivan † (25 luglio 1972 - 29 marzo 1985 nominato vescovo di Fargo)
- Enrique San Pedro, S.I. † (1º aprile 1986 - 13 agosto 1991 nominato vescovo coadiutore di Brownsville)
- Karel Herbst, S.D.B., dal 19 febbraio 2002